# Liste de trompettistes de jazz
- Haut – A
- B
- C
- D
- E
- F
- G
- H
- I
- J
- K
- L
- M
- N
- O
- P
- Q
- R
- S
- T
- U
- V
- W
- X
- Y
- Z

Liste alphabétique de trompettistes de jazz :

## A
- Al Aarons
- Ahmed Abdullah
- Nat Adderley
- Sylvester Ahola
- Gus Aiken
- Ambrose Akinmusire
- Alvin Alcorn
- Jan Bertil Allan
- Ed Allen
- Eddie Allen
- Henry Allen
- Red Allen
- Mose Allison
- Herb Alpert
- Chico Alvarez
- Franco Ambrosetti
- Thierry Amiot
- Bernard Anderson
- Ed Anderson
- John Anderson
- William Cat Anderson
- Ray Anthony
- Luca Aquino
- Chocolate Armenteros
- Louis Armstrong
- Herman Autrey
- Lennart Axelsson
- Donald Ayler

## B
- Louis Bacon
- Peer Baierlein
- Benny Bailey
- Chet Baker
- Kenny Baker
- Harold Shorty Baker
- Kenny Ball
- Aimé Barelli
- Brandon Barnes
- Scotty Barnhart
- Dave Bartholomew
- Wilbur « Dud » Bascomb
- Edgar Battle
- Mario Bauzá
- Harry Beckett
- Bix Beiderbecke
- Marcus Belgrave
- Stéphane Belmondo
- Bunny Berigan
- Sonny Berman
- Steven Bernstein
- Jac Berrocal
- Emmett Berry
- Airelle Besson
- Terence Blanchard
- Laurent Blondiau
- Carlo Bohländer
- Buddy Bolden
- Flavio Boltro
- Chris Botti
- Lester Bowie
- Ruby Braff
- Rick Braun
- Randy Brecker
- Eef van Breen
- Arthur Briggs
- Bud Brisbois
- Till Brönner
- Clifford Brown
- Tom Browne
- Teddy Buckner
- Dave Burns
- Dominique Burucoa
- Joe Bushkin
- Billy Butterfield
- Donald Byrd

## C
- Toots Camarata
- Roy Campbell, Jr.
- Jean-François Canape
- Conte Candoli
- Pete Candoli
- Mutt Carey
- John Carisi
- Ian Carr
- Benny Carter
- Papa Celestin
- Marc Charig
- Bill Chase
- François Chassagnite
- Don Cherry
- Buddy Childers
- Christo Christov
- Raymond Cicurel
- Buck Clayton
- Avishai Cohen
- Bill Coleman
- Ornette Coleman
- Johnny Coles
- Médéric Collignon
- Dick Collins
- Ray Copeland
- Jacques Coursil
- Charlie Creath
- Wendell Culley
- Ted Curson

## D
- Olu Dara
- Wallace Davenport
- Miles Davis
- Orbert Davis
- Sidney De Paris
- Jimmy Deuchar
- Bill Dixon
- Kenny Dorham
- Axel Dörner
- Dave Douglas

## E
- Jon Eardley
- Billy Eckstine
- Harry 'Sweets' Edison
- Roy Eldridge
- Les Elgart
- Mercer Ellington
- Don Elliott
- Don Ellis
- Ziggy Elman
- Scott Engelbright
- Rolf Ericson

## F
- Jon Faddis
- Don Fagerquist
- Art Farmer
- Maynard Ferguson
- Mongezi Feza
- Chuck Findley
- Horst Fischer
- Nicolas Folmer
- Paolo Fresu
- Tony Fruscella

## G
- Thomas Gansch
- Nicolas Genest
- Fred Gérard
- Éric Giausserand
- Dizzy Gillespie
- Duško Gojković
- Nat Gonella
- Conrad Gozzo
- Roger Guérin
- Phil Guilbeau
- François Guin

## H
- Bobby Hackett
- Tim Hagans
- Wilbur Harden
- Bill Hardman
- Roy Hargrove
- Tom Harrell
- Jon Hassell
- Erskine Hawkins
- Neal Hefti
- Eddie Henderson
- Arve Henriksen
- Terumasa Hino
- Al Hirt
- Freddie Hubbard
- George Hudson

## I
- Antoine Illouz
- Irakli
- Mark Isham

## J
- Russell Jacquet
- Harry James
- Ingrid Jensen
- Ted Joans
- Jonah Jones
- Quincy Jones
- Thad Jones
- Bunk Johnson
- Dewey Johnson
- Carmell Jones
- Wallace Jones
- Taft Jordan
- Bert Joris
- Ivan Jullien

## K
- Macky Kasper
- Mazen Kerbaj
- Manny Klein
- Franz Koglmann

## L
- Nick La Rocca
- Tommy Ladnier
- Olivier Laisney
- Éric Le Lann
- Eric Leeds
- Christophe Leloil
- Sonny Lester
- Sylvester Lewis
- Booker Little
- Guy Longnon
- Jean-Loup Longnon
- Humphrey Lyttelton

## M
- Ibrahim Maalouf
- Chuck Mangione
- Wingy Manone
- Michael Mantler
- Marky Markowitz
- Michel Marre
- Wynton Marsalis
- Hugh Masekela
- Jimmy Maxwell
- Howard McGhee
- Jimmy McPartland
- Louis Metcalf
- Matthieu Michel
- Laurent Mignard
- Bubber Miley
- Blue Mitchell
- Charles Moffett
- Nils Petter Molvær
- Lee Morgan
- Andrea Motis

## N
- Ray Nance
- Fumio Nanri
- Phil Napoleon
- Fats Navarro
- Joe Newman
- Frank Newton
- Bobby Nichols
- Loring « Red » Nichols
- Sam Noto

## O
- Sy Oliver
- Hazy Osterwald

## P
- Hot Lips Page
- Nicholas Payton
- Ian Pearce
- Marvin Peterson
- Al Porcino
- Gerard Presencer
- Louis Prima
- Andrzej Przybielski
- Ernesto « Tito » Puentes

## R
- Enrico Rava
- Dizzy Reece
- Red Rodney
- Shorty Rogers
- Gene Roland
- Wallace Roney
- Eddie Rosner
- Nini Rosso
- Jim Rotondi
- Ernie Royal
- Alan Rubin
- Kermit Ruffins

## S
- Arturo Sandoval
- Christian Scott
- Manfred Schoof
- Doc Severinsen
- Charlie Shavers
- Woody Shaw
- Jack Sheldon
- Bobby Shew
- Yasek Manzano Silva
- Bria Skonberg
- Joe Smith
- Wadada Leo Smith
- Valaida Snow
- Muggsy Spanier
- Tomasz Stańko
- Rex Stewart
- Markus Stockhausen
- Irvin Stokes
- Idrees Sulieman
- Maxine Sullivan

## T
- Alexandre Tassel
- Clark Terry
- Daniel Thentz
- Olivier Anthony Theurillat
- Gilles Thibaut
- Charles Tolliver
- Cy Touff
- Nick Travis
- Erik Truffaz

## V
- Warren Vaché
- Kid Thomas Valentine
- Alain Vankenhove
- Boris Vian
- Bernard Vitet
- Allen Vizzutti
- Cuong Vu

## W
- Derek Watkins
- Freddie Webster
- Kenny Wheeler
- Arthur Whetsol
- Joe Wilder
- Dave Wilkins
- Cootie Williams
- Stu Williamson
- Gerald Wilson
- Elmon Wright
- Lammar Wright Jr
- Marcus Wyatt

## Y
- Snooky Young
- Webster Young